# Nyíradony
Adoni (în maghiară Nyíradony) este un oraș în districtul Nyíradony, județul Hajdú-Bihar, Ungaria, având o populație de 7.884 de locuitori (2011). 

## Demografie
Componența etnică a orașului Nyíradony
     Maghiari (91,24%)
     Romi (7,96%)
     Necunoscut (0,33%)
     Alții (0,48%)
Componența confesională a orașului Nyíradony
     Greco-catolici (39,99%)
     Romano-catolici (17,38%)
     Reformați (14,74%)
     Fără religie (5,02%)
     Necunoscută (22,7%)
     Alte religii (1,61%)
Conform recensământului din 2011, orașul Nyíradony avea 7.884 de locuitori. Din punct de vedere etnic, majoritatea locuitorilor (91,24%) erau maghiari, cu o minoritate de romi (7,96%). Apartenența etnică nu este cunoscută în cazul a 0,33% din locuitori. Nu există o religie majoritară, locuitorii fiind greco-catolici (39,99%), romano-catolici (17,38%), reformați (14,74%) și persoane fără religie (5,02%). Pentru 22,7% din locuitori nu este cunoscută apartenența confesională.

În anul 1881 la Nyíradony locuiau 2.986 de persoane, dintre care 1.494 maghiari, 1.158 români, 109 ucraineni, 98 slovaci și 127 din alte etnii. Din punct de vedere religios, 1.687 erau greco-catolici, 655 romano-catolici, 430 reformați, 199 mozaici și 15 din alte religii.